# Hippoglossoides
Genre
Hippoglossoides est un genre de poissons de la famille des Pleuronectidae.
Comme tous les poissons de cette famille, les poissons du genre Hippoglossoides possèdent un corps aplati asymétrique et leurs yeux sont sur un même côté du corps.

## Liste des espèces
Selon FishBase (13 févr. 2016) et World Register of Marine Species (13 févr. 2016) :
- Hippoglossoides dubius Schmidt, 1904
- Hippoglossoides elassodon Jordan et Gilbert, 1880
- Hippoglossoides platessoides (Fabricius, 1780) - plie canadienne, flétan nain
- Hippoglossoides robustus Gill et Townsend, 1897